# David Elfick
David Elfick (ur. 1944 w Sydney, Australia) – reżyser, scenarzysta, producent filmowy.

## Kariera
Jako reżyser zadebiutował w 1975 roku dokumentalnym filmem sportowym Cystal Voyager.
Film Crystal Voyager – (w reżyserii Georga Greenough'a), stał się jednym z najbardziej znanych australijskich filmów surfingowych w historii. Zarobił ponad 100,000$ przy pierwszym wydaniu na rynku.
Często współpracuje ze znanym scenarzystą i reżyserem Phillipem Noyce'm, z którymi współpracował przy filmach Front nowin oraz Polowanie na króliki.
Elfick rozpoczął karierę producenta filmem Morning of the Earth – w reżyserii Alberta Falzona. Elfick był współscenarzystą (z Philippem Mora) w uznanym dramacie historycznym Front nowin, w którym miał również niewielką rolę. Miał też niewielkie role w filmach: Palm Beach – jako kinooperator, oraz w The Golden Cage.
Kilka filmów przy których pracował David Elfick, było nagradzanych i nominowanych do nagród, Front nowin, No Worries, Żyć w Blackrock i Never Tell Me Never.

## Nagrody i nominacje
- Wygrana – Australijska Akademia Sztuk Filmowych i Telewizyjnych AACTA 1978 – za: Najlepszy film, za Front nowin,
- Nominacja – Australijska Akademia Sztuk Filmowych i Telewizyjnych AACTA 1998 – za: Najlepszy film, za Żyć w Blackrock,
- Nominacja – Australijska Akademia Sztuk Filmowych i Telewizyjnych AACTA 1998 – za: Najlepszy miniserial lub film telewizyjny, za film Never Tell Me Never,
- Wygrana – Międzynarodowy Festiwal Filmowy w Berlinie – Berlinale 1994 – za: Najlepszy film, za No Worries[1],

## Filmografia

### Reżyser
- Crystal Voyager, 1975
- Harbour Beat, 1980
- Krok w dorosłość, (Love in Limbo), 1993
- No Worries, 1994
- Never Tell Me Never, 1988

### Producent
- Morning of the Earth, 1971
- Crystal Voyager, 1975
- Front nowin, (Newsfront), 1978
- Reakcja łańcuchowa, (The Chain Reaction), 1980
- Starstruck, 1982
- Undercover, 1983
- Na osiemdziesiąt sposobów dookoła świata, (Around the World in Eighty Ways), 1987
- Harbour Beat, 1990
- Krok w dorosłość, (Love in Limbo), 1993
- No Worries, 1994
- Żyć w Blackrock, (Blackrock), 1997
- Never Tell Me Never, 1998
- Polowanie na króliki, (Rabbit-Proof Fence), 2002